# Список песен первого сезона телесериала «Хор»
«Хор» (англ. Glee) — телесериал с элементами мюзикла, драмы и комедии, транслируемый телеканалом Fox в Соединённых Штатах Америки и Канаде. В центре сюжета — школьный хор «Новые горизонты» (англ. New Directions), созданный в вымышленной средней школе Уильяма МакКинли в Лайме, штат Огайо. Сюжетные линии сериала затрагивают взаимоотношения между хористами, в числе которых восемь главных героев, руководителем хора и по совместительству преподавателем испанского языка, а также властным тренером школьной команды поддержки, которая пытается закрыть хор.
Персонажи сериала исполняют кавер-версии различных песен. По словам Райана Мёрфи, который ответственен за выбор песен и является одним из создателей сериала, он старается соблюсти баланс между хитами из чартов и оригинальными композициями, сочиненными специально для шоу. Как только Мёрфи выбирает песню, правовые вопросы с издателями уясняются администраторами, и музыкальный продюсер Адам Андерс аранжирует её для актёрского состава сериала.
В списке представлены композиции, исполненные персонажами сериала в первом сезоне. В начале сезона Мёрфи придерживался схемы более близкой к реальности, когда персонажи поют песни в рамках данного им очередного недельного задания. Ближе к середине сезона каждый номер стал более похожим на «альтернативную реальность» — персонаж мог спонтанно запеть, обстановка не реалистично измениться. Примером этому является эпизод с парализованным футболистом, инвалид Арти Абрамс, танцующий в своих мечтах, и сразу шесть персонажей, поющих «Like a Virgin» у себя в воображении. В первой половине сезона прозвучали в среднем пять песен за эпизод, а во второй их количество увеличилось до восьми.
Мёрфи был удивлён, как легко звукозаписывающие компании разрешили использование их композиций в шоу. Композитор и музыкант Билли Джоэл предложил множество своих песен для использования в шоу, а другие исполнители предложили использовать свои песни бесплатно. Песня «Take a Bow» певицы Рианны была предложена музыкальному продюсеру сериала Адаму Андерсу по цене более низкой, чем обычно в подобных предложениях, что удивило Мёрфи, поскольку он считал, что сериал не может позволить себе приобрести права на песню, недавно ставшую хитом номер один. Мадонна предоставила «Хору» права на использование своего полного каталога, что позволило выпустить трибьют-эпизод «The Power of Madonna» в 2010 году. Первый сезон сопровождали три полноформатных альбома: Glee: The Music, Volume 1, Glee: The Music, Volume 2 и Glee: The Music, Volume 3 Showstoppers, а также два мини-альбома: Glee: The Music, The Power of Madonna, выпущенный вместе с эпизодом «The Power of Madonna», и Glee: The Music, Journey to Regionals, выпущенный к финальному эпизоду сезона. Позже был выпущен объёмный сборник под названием Glee: The Music, The Complete Season One, в который вошли сто песен первого сезона.

## Исполнители
Большинство песен исполнены хором «Новые горизонты», в который вошли Арти Абрамс (Кевин Макхейл), Рейчел Берри (Лиа Мишель), Майк Чанг (Гарри Шум-младший), Тина Коэн-Чанг (Дженна Ашковиц), Куинн Фабре (Дианна Агрон), Финн Хадсон (Кори Монтейт), Курт Хаммел (Крис Колфер), Мерседес Джонс (Эмбер Райли), Сантана Лопес (Ная Ривера), Бриттани Пирс (Хизер Моррис), Ной «Пак» Пакерман (Марк Саллинг) и Мэтт Разерфорд (Диджон Тэлтон). Всё актёры, задействованные в шоу, самостоятельно исполняют и записывают все композиции. Несколько песен были исполнены руководителем хора Уиллом Шустером (Мэтью Моррисон) как сольно, так и в дуэте с некоторыми хористами или другими персонажами. В эпизоде «Acafellas» Шустер поёт в составе группы «Акафеллас» вместе с другими героями сериала: тренером Кеном Танака (Патрик Галлахер), бывшим руководителем хора Сэнди Райерсоном (Стивен Тоболовски), Генри Сент-Пьером (Джон Ллойд Янг), продавцом из магазина постельного белья Говардом Бамбу (Кент Авендидо), а также Финном и Паком. Несколько песен были исполнены школьным методистом Эммой Пилсберри (Джейма Мейс) и тренером команды поддержки Сью Сильвестр (Джейн Линч), которые вошли в альбомы саундтреков и указаны в списках в числе исполнителей. В течение сезона несколько раз были показаны выступления соперничающих хоров, например, «Вокальный адреналин», а также выступления его солиста Джесси Сент-Джеймса (Джонатан Грофф), который пел как сольно, так и вместе с другими хористами. Помимо этого, в первом сезона сериала появились женский хор школы Джейн Адамс, хор глухих школы Хевенбрук и «Звуковой интенсив», а в некоторых музыкальных номерах поучаствовали черлидеры и футбольная команда школы МакКинли.
Среди приглашённых звёзд, которые исполнили музыкальные выступления, оказались Бэн Бледсоу, сыгравший роль Хэнка Сандерса, бывшего члена хора МакКинли; Джерри Филлипс в роли юного Финна Хадсона и Аарон Хендри в роли Даррена в пилотном эпизоде; Кристин Ченовет и Нил Патрик Харрис сыграли бывших членов хора школы МакКинли Эйприл Роудс и Брайана Райана соответственно; Зак Вейнштейн сыграл Шона Фреттхолда, парализованного футболиста; Оливия Ньютон-Джон появилась в роли самой себя; Венди Уоррингтон сыграла роль женщину на прослушивании в мюзикл «Отверженные» в эпизоде «Dream On», а Идина Мензель — руководителя «Вокального адреналина» Шелби Коркоран.
Композиции были включены в три альбома саундтреков, сопровождающие первый сезон. Помимо актёров, в записи песен поучаствовали и дополнительные вокалисты, в числе которых Адам Андерс, Камари Коупленд, Тим Дэвис, Эмили Гомес, Дэвид Лукс, Крис Манн, Ники Андерс (в первых двух альбомах указанная под фамилией Хассман) и Уинди Вагнер; Зак Пур отметился во втором альбоме, Джаспер Рэндалл — в Glee: The Music, Volume 1, Дэвид Балоче, Дженни Карр, Керри Ларсон и Тиффани Палмер поучаствовали только в Glee: The Music, Volume 2. В альбоме Glee: The Music, Volume 3 Showstoppers в качестве дополнительных вокалистов приняли участие Кала Балч, Дэвид Балоче, Колин Бенворд, Равон Браун, Шторм Ли, Чез Мейсон, Джанетт Олсен, Джимми Эндрю Ричард, Дрю Райан Скотт, Шелли Скарр и Онитша Шоу. Хотя актёры Ная Ривера, Хизер Моррис и Диджон Тэлтон изначально появлялись в составе хора только «для количества», Ривера позже получила сольную песню «Like a Virgin» в эпизоде «The Power of Madonna», которая появилась в альбоме Glee: The Music, Volume 3 Showstoppers и двух мини-альбомах Glee: The Music, The Power of Madonna и Glee: The Music, Journey to Regionals. Хотя Мэтью Моррисон и появился на экране во время музыкального номера под «What It Feels Like for a Girl», на мини-альбоме, куда вошла песня, он не указан в качестве одного из исполнителей.

## Песни
| Название                                              | Оригинальный исполнитель                          | Исполнитель в сериале                                                                             | Эпизод                     | Сингл | Альбом                  | Приме- чание |
| ----------------------------------------------------- | ------------------------------------------------- | ------------------------------------------------------------------------------------------------- | -------------------------- | ----- | ----------------------- | ------------ |
| «Where Is Love?»                                      | «Оливер!»                                         | Хэнк Сандерс и Сэнди Райерсон                                                                     | 1. «Pilot»                 | Нет   | н/д                     | [ 22 ]       |
| «Respect»                                             | Арета Франклин                                    | Мерседес Джонс                                                                                    | 1. «Pilot»                 | Нет   | н/д                     | [ 23 ]       |
| «Mr. Cellophane»                                      | «Чикаго»                                          | Курт Хаммел                                                                                       | 1. «Pilot»                 | Нет   | н/д                     | [ 23 ]       |
| «I Kissed a Girl»                                     | Кэти Перри                                        | Тина Коэн-Чанг                                                                                    | 1. «Pilot»                 | Нет   | н/д                     | [ 23 ]       |
| «On My Own»                                           | Отверженные                                       | Рейчел Берри                                                                                      | 1. «Pilot»                 | Да    | The Complete Season One | [ 23 ]       |
| «Sit Down, You’re Rockin' the Boat»                   | Парни и куколки                                   | «Новые горизонты»                                                                                 | 1. «Pilot»                 | Нет   | н/д                     | [ 23 ]       |
| «Can’t Fight This Feeling»                            | REO Speedwagon                                    | Финн Хадсон                                                                                       | 1. «Pilot»                 | Да    | Volume 1                | [ 23 ]       |
| «Lovin', Touchin', Squeezin'»                         | Journey                                           | Финн Хадсон в детстве                                                                             | 1. «Pilot»                 | Нет   | н/д                     | [ 24 ]       |
| «You’re the One That I Want»                          | «Бриолин»                                         | «Новые горизонты»                                                                                 | 1. «Pilot»                 | Нет   | н/д                     | [ 25 ]       |
| «Rehab»                                               | Эми Уайнхаус                                      | «Вокальный адреналин»                                                                             | 1. «Pilot»                 | Да    | The Complete Season One | [ 23 ]       |
| «Leaving on a Jet Plane»                              | Peter, Paul and Mary                              | Уилл Шустер                                                                                       | 1. «Pilot»                 | Нет   | Volume 1                | [ 27 ]       |
| «That’s the Way (I Like It)»                          | KC and the Sunshine Band                          | Хор школы МакКинли — 1993                                                                         | 1. «Pilot»                 | Нет   | н/д                     |              |
| «(Shake, Shake, Shake) Shake Your Booty»              | KC and the Sunshine Band                          | Хор школы МакКинли — 1993                                                                         | 1. «Pilot»                 | Нет   | н/д                     |              |
| «Don’t Stop Believin'»                                | Journey                                           | «Новые горизонты»                                                                                 | 1. «Pilot»                 | Да    | Volume 1                | [ 23 ]       |
| «Le Freak»                                            | Chic                                              | «Новые горизонты»                                                                                 | 2. «Showmance»             | Нет   | н/д                     | [ 28 ]       |
| «Gold Digger»                                         | Канье Уэст и Джейми Фокс                          | Уилл Шустер и «Новые горизонты»                                                                   | 2. «Showmance»             | Да    | Volume 1                | [ 28 ]       |
| «All by Myself»                                       | Эрик Кармен                                       | Эмма Пилсберри                                                                                    | 2. «Showmance»             | Нет   | н/д                     | [ 29 ]       |
| «Push It»                                             | Salt-n-Pepa                                       | «Новые горизонты»                                                                                 | 2. «Showmance»             | Да    | The Complete Season One | [ 28 ]       |
| «I Say a Little Prayer»                               | Дайон Уорвик                                      | Куинн Фабре, Сантана Лопес и Бриттани Пирс                                                        | 2. «Showmance»             | Нет   | Volume 1                | [ 30 ]       |
| «Take a Bow»                                          | Рианна                                            | Рейчел Берри, Мерседес Джонс и Тина Коэн-Чанг                                                     | 2. «Showmance»             | Да    | Volume 1                | [ 30 ]       |
| «For He’s a Jolly Good Fellow»                        | Lostprophets                                      | «Акафеллас»                                                                                       | 3. «Acafellas»             | Нет   | н/д                     | [ 31 ]       |
| «This Is How We Do It»                                | Монтелл Джордан                                   | «Акафеллас»                                                                                       | 3. «Acafellas»             | Нет   | н/д                     | [ 32 ]       |
| «Poison»                                              | Bell Biv DeVoe                                    | «Акафеллас»                                                                                       | 3. «Acafellas»             | Нет   | н/д                     | [ 32 ]       |
| «Mercy»                                               | Даффи                                             | «Вокальный адреналин»                                                                             | 3. «Acafellas»             | Да    | The Complete Season One | [ 32 ]       |
| «Bust Your Windows»                                   | Ясмин Салливан                                    | Мерседес Джонс                                                                                    | 3. «Acafellas»             | Да    | Volume 1                | [ 32 ]       |
| «I Wanna Sex You Up»                                  | Color Me Badd                                     | «Акафеллас»                                                                                       | 3. «Acafellas»             | Нет   | Volume 1                | [ 32 ]       |
| «Single Ladies (Put a Ring on It)»                    | Бейонсе                                           | Курт Хаммел, Тина Коэн-Чанг и Бриттани Пирс; футбольная команда школы МакКинли                    | 4. «Preggers»              | Нет   | н/д                     | [ 33 ]       |
| «Taking Chances»                                      | Селин Дион                                        | Рейчел Берри                                                                                      | 4. «Preggers»              | Да    | Volume 1                | [ 34 ]       |
| «Tonight»                                             | Вестсайдская история                              | Тина Коэн-Чанг                                                                                    | 4. «Preggers»              | Нет   | н/д                     | [ 34 ]       |
| «Don’t Stop Believin'»                                | Journey                                           | «Новые горизонты»                                                                                 | 5. «The Rhodes Not Taken»  | Нет   | н/д                     | [ 35 ]       |
| «Maybe This Time»                                     | Кабаре                                            | Эйприл Роудс и Рейчел Берри                                                                       | 5. «The Rhodes Not Taken»  | Да    | Volume 1                | [ 36 ]       |
| «Cabaret»                                             | Кабаре                                            | Рейчел Берри                                                                                      | 5. «The Rhodes Not Taken»  | Нет   | н/д                     | [ 37 ]       |
| «Alone»                                               | Heart                                             | Эйприл Роудс и Уилл Шустер                                                                        | 5. «The Rhodes Not Taken»  | Да    | Volume 1                | [ 36 ]       |
| «Last Name»                                           | Кэрри Андервуд                                    | Эйприл Роудс и «Новые горизонты»                                                                  | 5. «The Rhodes Not Taken»  | Да    | The Complete Season One | [ 36 ]       |
| «Somebody to Love»                                    | Queen                                             | «Новые горизонты»                                                                                 | 5. «The Rhodes Not Taken»  | Да    | Volume 1                | [ 36 ]       |
| «It’s My Life» / «Confessions Part II»                | Bon Jovi / Ашер                                   | «Новые горизонты» (парни)                                                                         | 6. «Vitamin D»             | Да    | The Complete Season One | [ 38 ]       |
| «Halo» / «Walking on Sunshine»                        | Бейонсе / Katrina and the Waves                   | «Новые горизонты» (девушки)                                                                       | 6. «Vitamin D»             | Да    | The Complete Season One | [ 38 ]       |
| «Hate on Me»                                          | Джилл Скотт                                       | Мерседес Джонс, Тина Коэн-Чанг и «Новые горизонты» (команда Сью Сильвестр)                        | 7. «Throwdown»             | Да    | Volume 1                | [ 39 ]       |
| «Ride with Me»                                        | Nelly / City Spud                                 | «Новые горизонты»                                                                                 | 7. «Throwdown»             | Нет   | н/д                     | [ 40 ]       |
| «No Air»                                              | Джордин Спаркс / Крис Браун                       | «Новые горизонты»                                                                                 | 7. "«Throwdown»            | Да    | Volume 1                | [ 39 ]       |
| «You Keep Me Hangin’ On»                              | The Supremes                                      | Куинн Фабре                                                                                       | 7. «Throwdown»             | Да    | Volume 1                | [ 39 ]       |
| «Keep Holding On»                                     | Аврил Лавин                                       | «Новые горизонты»                                                                                 | 7. «Throwdown»             | Да    | Volume 1                | [ 39 ]       |
| «Bust a Move»                                         | Young MC                                          | Уилл Шустер и «Новые горизонты»                                                                   | 8. «Mash-Up»               | Да    | Volume 1                | [ 41 ]       |
| «Thong Song»                                          | Sisqó                                             | Уилл Шустер                                                                                       | 8. «Mash-Up»               | Да    | The Complete Season One | [ 41 ]       |
| «What a Girl Wants»                                   | Кристина Агилера                                  | Рейчел Берри                                                                                      | 8. «Mash-Up»               | Нет   | н/д                     | [ 42 ]       |
| «Sweet Caroline»                                      | Нил Даймонд                                       | Пак и «Новые горизонты»                                                                           | 8. «Mash-Up»               | Да    | Volume 1                | [ 41 ]       |
| «Sing, Sing, Sing (With a Swing)»                     | Луи Прима                                         | Сью Сильвестр и Уилл Шустер                                                                       | 8. «Mash-Up»               | Нет   | н/д                     | [ 43 ]       |
| «I Could Have Danced All Night»                       | Моя прекрасная леди                               | Эмма Пилсберри                                                                                    | 8. «Mash-Up»               | Нет   | Volume 1                | [ 41 ]       |
| «Dancing with Myself»                                 | Билли Айдол                                       | Арти Абрамс                                                                                       | 9. «Wheels»                | Да    | Volume 1                | [ 44 ]       |
| «Defying Gravity»                                     | Злая                                              | Курт Хаммел и Рейчел Берри                                                                        | 9. «Wheels»                | Да    | Volume 1                | [ 44 ]       |
| «Proud Mary»                                          | Айк и Тина Тёрнеры                                | «Новые горизонты»                                                                                 | 9. «Wheels»                | Да    | Volume 2                | [ 44 ]       |
| «Endless Love»                                        | Лайонел Ричи и Дайана Росс                        | Рейчел Берри и Уилл Шустер                                                                        | 10. «Ballad»               | Да    | Volume 2                | [ 45 ]       |
| «I’ll Stand By You»                                   | The Pretenders                                    | Финн Хадсон                                                                                       | 10. «Ballad»               | Да    | Volume 2                | [ 45 ]       |
| «Don’t Stand So Close to Me» / «Young Girl»           | The Police / Gary Puckett & The Union Gap         | Уилл Шустер                                                                                       | 10. «Ballad»               | Да    | Volume 2                | [ 46 ]       |
| «Crush»                                               | Дженнифер Пейдж                                   | Рейчел Берри                                                                                      | 10. «Ballad»               | Да    | Volume 2                | [ 45 ]       |
| «(You’re) Having My Baby»                             | Пол Анка                                          | Финн Хадсон                                                                                       | 10. «Ballad»               | Да    | Volume 2                | [ 45 ]       |
| «Lean on Me»                                          | Билл Уизерс                                       | «Новые горизонты»                                                                                 | 10. «Ballad»               | Да    | Volume 2                | [ 45 ]       |
| «Bootylicious»                                        | Destiny’s Child                                   | Женский хор школы Джейн Абрамс                                                                    | 11. «Hairography»          | Да    | The Complete Season One | [ 47 ]       |
| «Don’t Make Me Over»                                  | Дайон Уорвик                                      | Мерседес Джонс                                                                                    | 11. «Hairography»          | Да    | Volume 2                | [ 47 ]       |
| «You’re the One That I Want»                          | «Бриолин»                                         | Рейчел Берри и Финн Хадсон                                                                        | 11. «Hairography»          | Нет   | н/д                     | [ 48 ]       |
| «Papa Don’t Preach»                                   | Мадонна                                           | Куинн Фабре и Пак                                                                                 | 11. «Hairography»          | Да    | The Complete Season One | [ 47 ]       |
| «Crazy in Love» / «Hair»                              | Бейонсе и Jay-Z / Волосы                          | «Новые горизонты»                                                                                 | 11. «Hairography»          | Да    | The Complete Season One | [ 47 ]       |
| «Imagine»                                             | Джон Леннон                                       | Хор школы Хевенбрук и «Новые горизонты»                                                           | 11. «Hairography»          | Да    | Volume 2                | [ 47 ]       |
| «True Colors»                                         | Синди Лопер                                       | Тина Коэн-Чанг и «Новые горизонты»                                                                | 11. «Hairography»          | Да    | Volume 2                | [ 47 ]       |
| «Smile»                                               | Лили Аллен                                        | Рейчел Берри и Финн Хадсон                                                                        | 12. «Mattress»             | Да    | Volume 2                | [ 49 ]       |
| «When You’re Smiling»                                 | Луис Армстронг                                    | Рейчел Берри                                                                                      | 12. «Mattress»             | Нет   | н/д                     | [ 50 ]       |
| «Jump»                                                | Van Halen                                         | «Новые горизонты»                                                                                 | 12. «Mattress»             | Да    | Volume 2                | [ 49 ]       |
| «Smile»                                               | Чарли Чаплин                                      | «Новые горизонты»                                                                                 | 12. «Mattress»             | Да    | Volume 2                | [ 49 ]       |
| «And I Am Telling You I’m Not Going»                  | ''Dreamgirls''                                    | Мерседес Джонс                                                                                    | 13. «Sectionals»           | Да    | Volume 2                | [ 51 ]       |
| «And I Am Telling You I’m Not Going»                  | Dreamgirls                                        | Женский хор школы Джейн Адамс                                                                     | 13. «Sectionals»           | Нет   | н/д                     | [ 52 ]       |
| «Proud Mary»                                          | Айк и Тина Тёрнеры                                | Женский хор школы Джейн Адамс                                                                     | 13. «Sectionals»           | Нет   | н/д                     | [ 51 ]       |
| «Don’t Stop Believin'»                                | Journey                                           | Хор школы Хевенбрук                                                                               | 13. «Sectionals»           | Нет   | н/д                     | [ 51 ]       |
| «Don’t Rain on My Parade»                             | ''Funny Girl''                                    | Рейчел Берри                                                                                      | 13. «Sectionals»           | Да    | Volume 2                | [ 51 ]       |
| «You Can’t Always Get What You Want»                  | The Rolling Stones                                | «Новые горизонты»                                                                                 | 13. «Sectionals»           | Да    | Volume 2                | [ 51 ]       |
| «My Life Would Suck Without You»                      | Келли Кларксон                                    | «Новые горизонты»                                                                                 | 13. «Sectionals»           | Да    | Volume 2                | [ 51 ]       |
| «Hello, I Love You»                                   | The Doors                                         | Финн Хадсон                                                                                       | 14. «Hell-O»               | Да    | Love Songs              | [ 53 ]       |
| «Gives You Hell»                                      | The All-American Rejects                          | Рейчел Берри и «Новые горизонты»                                                                  | 14. «Hell-O»               | Да    | Volume 3 Showstoppers   | [ 53 ]       |
| «Hello»                                               | Лайонел Ричи                                      | Рейчел Берри и Джесси Сент-Джеймс                                                                 | 14. «Hell-O»               | Да    | Volume 3 Showstoppers   | [ 53 ]       |
| «Hello Again»                                         | Нил Даймонд                                       | Уилл Шустер                                                                                       | 14. «Hell-O»               | Нет   | н/д                     | [ 54 ]       |
| «Highway to Hell»                                     | AC/DC                                             | «Вокальный адреналин»                                                                             | 14. «Hell-O»               | Да    | The Complete Season One | [ 53 ]       |
| «Hello, Goodbye»                                      | The Beatles                                       | «Новые горизонты»                                                                                 | 14. «Hell-O»               | Да    | Volume 3 Showstoppers   | [ 53 ]       |
| «Ray of Light»                                        | Мадонна                                           | Черлидеры школы МакКинли                                                                          | 15. «The Power of Madonna» | Нет   | н/д                     | [ 55 ]       |
| «Express Yourself»                                    | Мадонна                                           | «Новые горизонты» (девушки)                                                                       | 15. «The Power of Madonna» | Да    | The Power of Madonna    | [ 56 ]       |
| «Open Your Heart» / «Borderline»                      | Мадонна                                           | Рейчел Берри и Финн Хадсон                                                                        | 15. «The Power of Madonna» | Да    | The Power of Madonna    | [ 57 ]       |
| «Vogue»                                               | Мадонна                                           | Сью Сильвестр                                                                                     | 15. «The Power of Madonna» | Да    | The Power of Madonna    | [ 57 ]       |
| «Like a Virgin»                                       | Мадонна                                           | Финн Хадсон и Сантана Лопес; Уилл Шустер и Эмма Пилсберри; Рейчел Берри и Джесси Сент-Джеймс      | 15. «The Power of Madonna» | Да    | The Power of Madonna    | [ 57 ]       |
| «4 Minutes»                                           | Мадонна, Джастин Тимберлейк и Тимбалэнд           | Курт Хаммел и Мерседес Джонс                                                                      | 15. «The Power of Madonna» | Да    | The Power of Madonna    | [ 57 ]       |
| «What It Feels Like for a Girl»                       | Мадонна                                           | Уилл Шустер и Новые горизонты (парни)                                                             | 15. «The Power of Madonna» | Да    | The Power of Madonna    | [ 56 ]       |
| «Like a Prayer»                                       | Мадонна                                           | «Новые горизонты»                                                                                 | 15. «The Power of Madonna» | Да    | The Power of Madonna    | [ 58 ]       |
| «Fire»                                                | Брюс Спрингстин                                   | Эйприл Роудс и Уилл Шустер                                                                        | 16. «Home»                 | Да    | The Complete Season One | [ 59 ]       |
| «A House Is Not a Home»                               | Дайон Уорвик                                      | Курт Хаммел и Финн Хадсон                                                                         | 16. «Home»                 | Да    | Volume 3 Showstoppers   | [ 60 ]       |
| «One Less Bell to Answer» / «A House Is Not a Home»   | Барбра Стрейзанд                                  | Эйприл Роудс и Уилл Шустер                                                                        | 16. «Home»                 | Да    | Volume 3 Showstoppers   | [ 60 ]       |
| «Beautiful»                                           | Кристина Агилера                                  | Мерседес Джонс и «Новые горизонты»                                                                | 16. «Home»                 | Да    | Volume 3 Showstoppers   | [ 59 ]       |
| «Home»                                                | The Wiz                                           | Эйприл Роудс и «Новые горизонты»                                                                  | 16. «Home»                 | Да    | Volume 3 Showstoppers   | [ 59 ]       |
| «Ice Ice Baby»                                        | Vanilla Ice                                       | Уилл Шустер и «Новые горизонты»                                                                   | 17. «Bad Reputation»       | Да    | The Complete Season One | [ 61 ]       |
| «U Can’t Touch This»                                  | MC Hammer                                         | Арти Абрамс, Курт Хаммел, Мерседес Джонс, Тина Коэн-Чанг и Бриттани Пирс                          | 17. «Bad Reputation»       | Да    | The Complete Season One | [ 62 ]       |
| «Physical»                                            | Оливия Ньютон-Джон                                | Сью Сильвестр и Оливия Ньютон-Джон                                                                | 17. «Bad Reputation»       | Да    | Volume 3 Showstoppers   | [ 61 ]       |
| «Run Joey Run»                                        | Дэвид Геддес                                      | Рейчел Берри, Финн Хадсон, Джесси Сент-Джеймс, Пак, Сантана Лопес, Бриттани Пирс и Сэнди Райерсон | 17. «Bad Reputation»       | Да    | The Complete Season One | [ 63 ]       |
| «Total Eclipse of the Heart»                          | Бонни Тайлер                                      | Рейчел Берри, Финн Хадсон, Джесси Сент-Джеймс и Пак                                               | 17. «Bad Reputation»       | Да    | Volume 3 Showstoppers   | [ 61 ]       |
| «The Climb»                                           | Майли Сайрус                                      | Рейчел Берри                                                                                      | 18. «Laryngitis»           | Нет   | н/д                     | [ 64 ]       |
| «Jessie’s Girl»                                       | Рик Спрингфилд                                    | Финн Хадсон                                                                                       | 18. «Laryngitis»           | Да    | The Complete Season One | [ 64 ]       |
| «The Lady Is a Tramp»                                 | Сэмми Дэвис-младший                               | Пак и Мерседес Джонс                                                                              | 18. «Laryngitis»           | Да    | Volume 3 Showstoppers   | [ 64 ]       |
| «Pink Houses»                                         | Джон Мелленкамп                                   | Курт Хаммел                                                                                       | 18. «Laryngitis»           | Нет   | н/д                     | [ 64 ]       |
| «The Boy Is Mine»                                     | Бренди и Моника                                   | Мерседес Джонс и Сантана Лопес                                                                    | 18. «Laryngitis»           | Да    | Love Songs              | [ 64 ]       |
| «Rose’s Turn»                                         | ''Gypsy: A Musical Fable''                        | Курт Хаммел                                                                                       | 18. «Laryngitis»           | Да    | Volume 3 Showstoppers   | [ 64 ]       |
| «One»                                                 | U2                                                | Рейчел Берри, Шон Фреттхолд и «Новые горизонты»                                                   | 18. «Laryngitis»           | Да    | Volume 3 Showstoppers   | [ 64 ]       |
| «Daydream Believer»                                   | The Monkees                                       | Брайан Райан                                                                                      | 19. «Dream On»             | Нет   | н/д                     | [ 65 ]       |
| «Piano Man»                                           | Билли Джоэл                                       | Уилл Шустер и Брайан Райан                                                                        | 19. «Dream On»             | Нет   | н/д                     | [ 65 ]       |
| «Big Spender»                                         | Милая Чарити                                      | Женщина на прослушивании                                                                          | 19. «Dream On»             | Нет   | н/д                     | [ 66 ]       |
| «Dream On»                                            | Aerosmith                                         | Уилл Шустер и Брайан Райан                                                                        | 19. «Dream On»             | Да    | Volume 3 Showstoppers   | [ 65 ]       |
| «The Safety Dance»                                    | Men Without Hats                                  | Арти Абрамс                                                                                       | 19. «Dream On»             | Да    | Volume 3 Showstoppers   | [ 65 ]       |
| «I Dreamed a Dream»                                   | Отверженные                                       | Рейчел Берри и Шелби Коркоран                                                                     | 19. «Dream On»             | Да    | Volume 3 Showstoppers   | [ 65 ]       |
| «Dream a Little Dream of Me»                          | The Mamas & the Papas                             | Арти Абрамс и «Новые горизонты»                                                                   | 19. «Dream On»             | Да    | Love Songs              | [ 65 ]       |
| «Funny Girl»                                          | Барбра Стрейзанд                                  | Шелби Коркоран                                                                                    | 20. «Theatricality»        | Да    | The Complete Season One | [ 67 ]       |
| «Bad Romance»                                         | Леди Гага                                         | «Новые горизонты» (девушки) и Курт Хаммел                                                         | 20. «Theatricality»        | Да    | Volume 3 Showstoppers   | [ 67 ]       |
| «Shout It Out Loud»                                   | Kiss                                              | «Новые горизонты» (парни), кроме Курта Хаммела                                                    | 20. «Theatricality»        | Да    | The Complete Season One | [ 68 ]       |
| «Beth»                                                | Kiss                                              | «Новые горизонты» (парни), кроме Курта Хаммела                                                    | 20. «Theatricality»        | Да    | Volume 3 Showstoppers   | [ 68 ]       |
| «Poker Face»                                          | Леди Гага                                         | Рейчел Берри и Шелби Коркоран                                                                     | 20. «Theatricality»        | Да    | Volume 3 Showstoppers   | [ 67 ]       |
| «Another One Bites the Dust»                          | Queen                                             | «Вокальный адреналин»                                                                             | 21. «Funk»                 | Да    | The Complete Season One | [ 69 ]       |
| «Tell Me Something Good»                              | Rufus                                             | Уилл Шустер                                                                                       | 21. «Funk»                 | Да    | Love Songs              | [ 69 ]       |
| «Loser»                                               | Бек                                               | Пак, Финн Хадсон, Сэнди Райерсон, Говард Бамбу и Терри Шустер                                     | 21. «Funk»                 | Да    | Volume 3 Showstoppers   | [ 70 ]       |
| «It’s a Man’s Man’s Man’s World»                      | Джеймс Браун                                      | Куинн Фабре                                                                                       | 21. «Funk»                 | Да    | The Complete Season One | [ 69 ]       |
| «Good Vibrations»                                     | Marky Mark and the Funky Bunch и Лолитта Холлоуэй | Пак, Финн Хадсон и Мерседес Джонс                                                                 | 21. «Funk»                 | Да    | The Complete Season One | [ 69 ]       |
| «Give Up the Funk»                                    | Parliament                                        | «Новые горизонты»                                                                                 | 21. «Funk»                 | Да    | Volume 3 Showstoppers   | [ 69 ]       |
| «You Raise Me Up» / «Magic»                           | Джош Гробан / Оливия Ньютон-Джон                  | «Звуковой интенсив»                                                                               | 22. «Journey to Regionals» | Нет   | н/д                     | [ 71 ]       |
| «Faithfully»                                          | Journey                                           | Рейчел Берри, Финн Хадсон и «Новые горизонты»                                                     | 22. «Journey to Regionals» | Нет   | Journey to Regionals    | [ 71 ]       |
| «Any Way You Want It» / «Lovin', Touchin', Squeezin'» | Journey                                           | «Новые горизонты»                                                                                 | 22. «Journey to Regionals» | Нет   | Journey to Regionals    | [ 72 ]       |
| «Don’t Stop Believin’»                                | Journey                                           | «Новые горизонты»                                                                                 | 22. «Journey to Regionals» | Нет   | Journey to Regionals    | [ 72 ]       |
| «Bohemian Rhapsody»                                   | Queen                                             | «Вокальный адреналин»                                                                             | 22. «Journey to Regionals» | Нет   | Journey to Regionals    | [ 73 ]       |
| «To Sir, with Love»                                   | Лулу                                              | «Новые горизонты»                                                                                 | 22. «Journey to Regionals» | Нет   | Journey to Regionals    | [ 73 ]       |
| «Over the Rainbow»                                    | Израэль Камакавивооле                             | Уилл Шустер и Пак                                                                                 | 22. «Journey to Regionals» | Нет   | Journey to Regionals    | [ 72 ]       |